# Historia konstytucji w Polsce

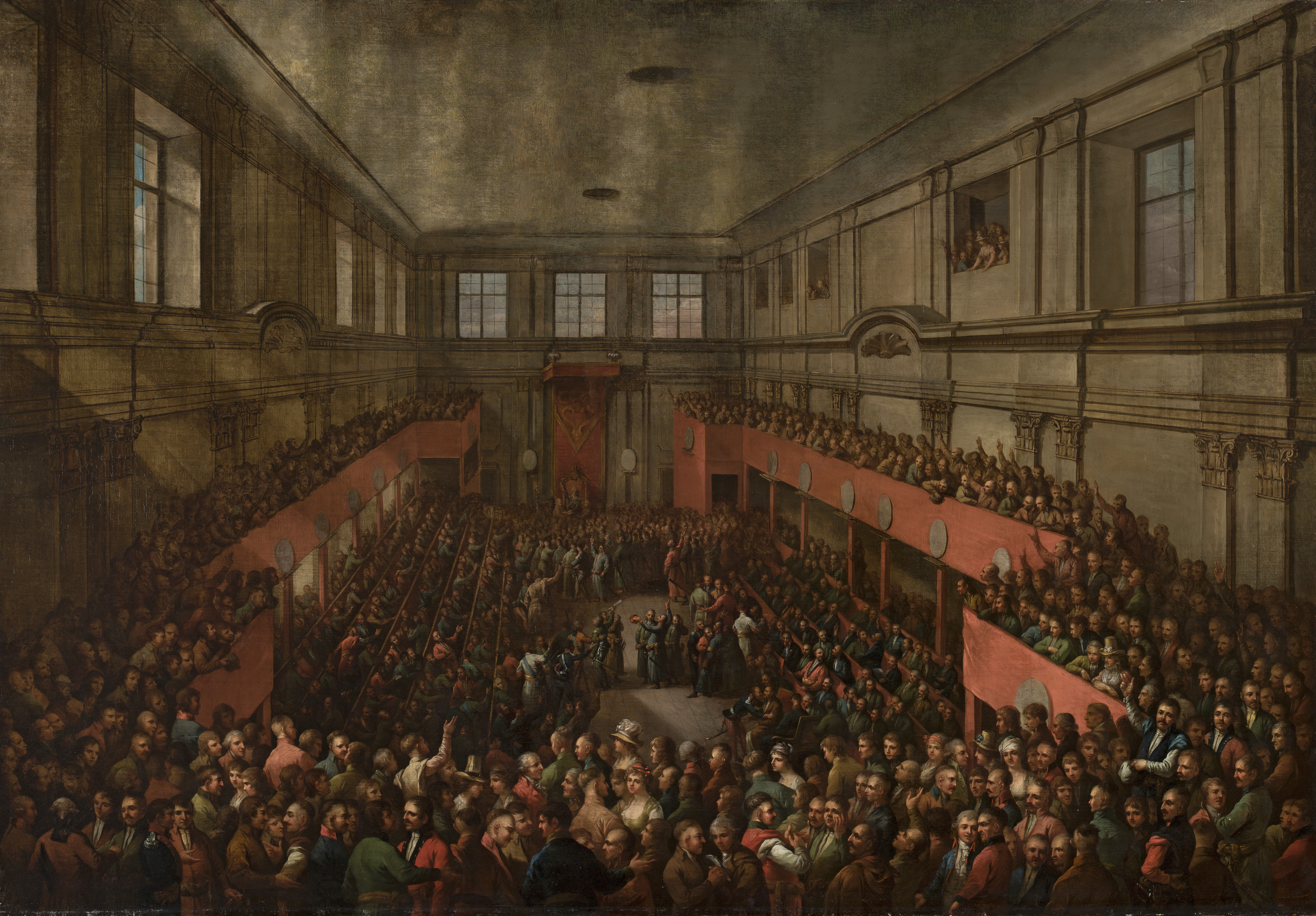
Kazimierz Wojniakowski, Uchwalenie Konstytucji 3 maja, 1806

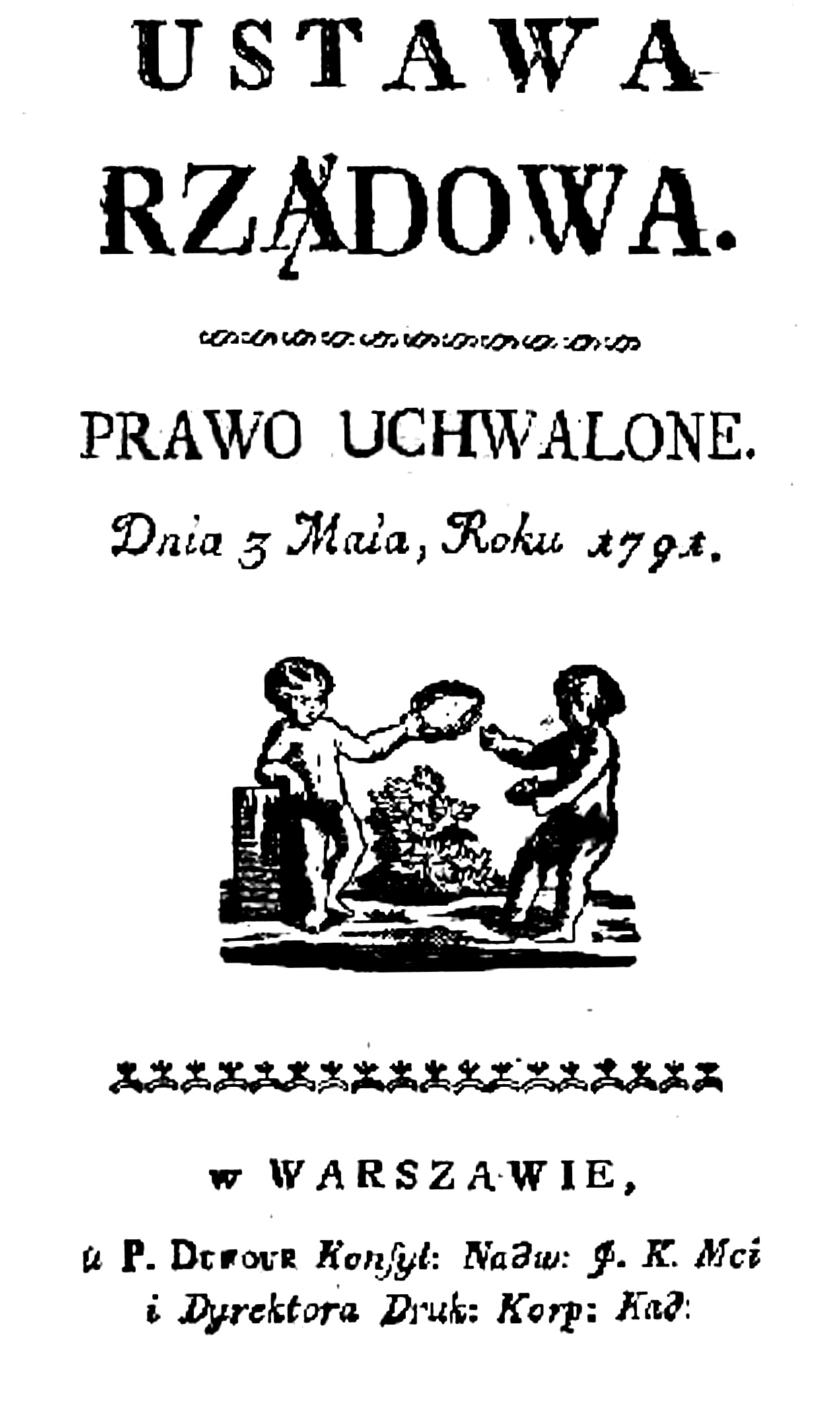
Strona tytułowa Konstytucji 3 maja

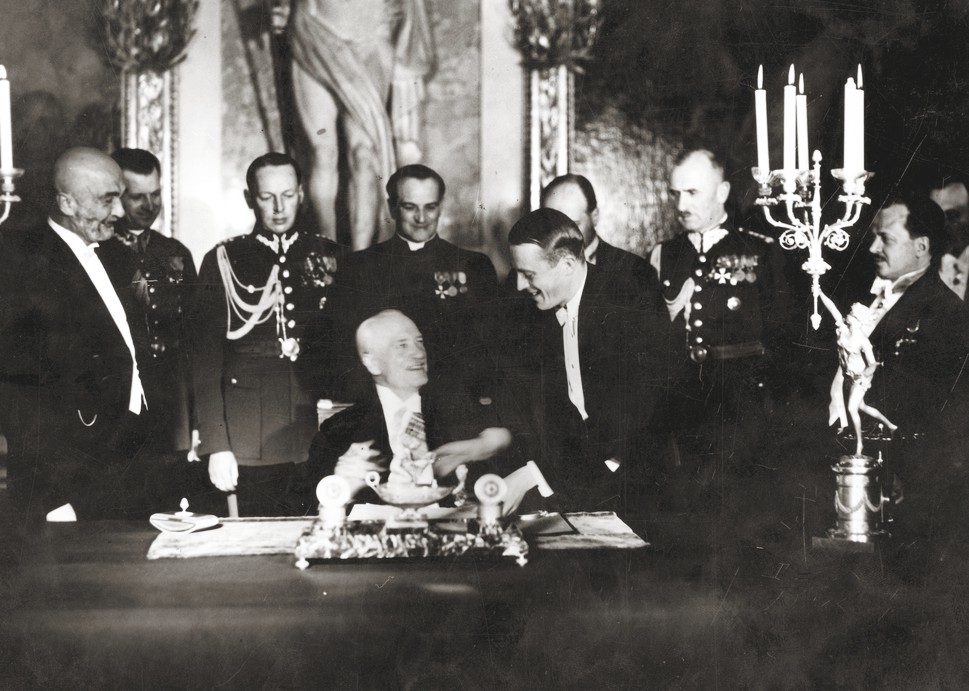
Podpisanie konstytucji kwietniowej przez prezydenta Ignacego Mościckiego

Historia konstytucji w Polsce – Polska stała się państwem konstytucyjnym w XVIII wieku, kiedy 3 maja 1791 obradujący od 1788 r. Sejm Czteroletni przyjął Konstytucję 3 maja.

## Prawa kardynalne
Ustawy przeforsowane w latach 1767–1768 w Warszawie na sejmie, zwanym „Repninowskim”. Obejmowały podstawowe zasady ustroju demokracji szlacheckiej, gwarantujące szlachcie: wolną elekcję, utrzymanie liberum veto na sejmach, prawo wypowiadania posłuszeństwa królowi, nietykalność osobistą (neminem captivabimus), przywileje w sprawowaniu rządów oraz posiadania ziemi i władzy nad chłopstwem. Miały charakter ustawy zasadniczej.

## Konstytucja 3 maja
Konstytucja 3 maja z 1791 roku (według wielu autorów pierwsza konstytucja w Europie, druga na świecie), będąca wynikiem dążeń do naprawy stosunków wewnętrznych w Rzeczypospolitej Obojga Narodów (po pierwszym rozbiorze Polski), wprowadziła nowoczesną monarchię parlamentarną. Postanowieniem Konstytucji było prawo o sejmikach oraz prawo o miastach królewskich. Pozostawiało ono system stanowy, z pewnymi zmianami; zlikwidowano m.in. wolną elekcję i liberum veto. Mieszczanie mogli nabywać dobra majątkowe oraz uzyskiwać nobilitację. Konstytucja 3 Maja została obalona po roku przez armię rosyjską wraz z konfederacją targowicką w wyniku przegranej wojny polsko-rosyjskiej 1792. W niedługim czasie doszło do całkowitego rozbioru Polski.

## Konstytucja Księstwa Warszawskiego
Na mocy traktatów pokojowych z 7 i 9 lipca 1807 powstało Księstwo Warszawskie. 19 lipca 1807, podczas audiencji w Dreźnie, Napoleon Bonaparte podyktował konstytucję, a ściślej jej podstawowe zasady. Wraz z wprowadzonym równocześnie Kodeksem obaliła dawną nierówność stanową. Głosząc zasadę równości wszystkich ludzi wobec prawa, likwidowała odrębne sądy na rzecz jednolitego sądownictwa dla wszystkich obywateli kraju. Znosiła poddaństwo chłopów, zapewniając im wolność osobistą.

## Konstytucja Królestwa Polskiego
Na mocy postanowień kongresu wiedeńskiego z 1815 powstało Królestwo Polskie, któremu cesarz Rosji i król Polski Aleksander I nadał konstytucję. Konstytucja dawała pewną odrębność od Rosji (wolny parlament, narodowe wojsko, aparat państwowy, prawo i sądownictwo).

## Statut Organiczny dla Królestwa Polskiego
Konstytucja Królestwa Polskiego obowiązywała do 26 lutego 1832, kiedy to Mikołaj I wprowadził w jej miejsce Statut Organiczny dla Królestwa Polskiego.

## Mikrokonstytucja Królestwa Polskiego z 1917 r.
Patent generalnych gubernatorów niemieckiego i austro-węgierskiego z 12 września 1917 r. o ustanowieniu Władzy Państwowej w Królestwie Polskim, będący de facto mikrokonstytucją, został uszczegółowiony niższej rangi dekretem Rady Regencyjnej z 3 stycznia 1918 r. o tymczasowej organizacji Władz Naczelnych w Królestwie Polskiem. Zwierzchnią władzę państwową (władzę suwerena) według tych aktów prawnych sprawowała Rada Regencyjna, ustawodawczą – Rada Regencyjna i Rada Stanu, a wykonawczą Rada Ministrów, złożona z Prezydenta Ministrów i ministrów.

## Mikrokonstytucja Republiki Polskiej z 1918 r.
Dekret Rady Regencyjnej z 14 listopada 1918 r. ustanowił Naczelnego Dowódcę Wojsk Polskich Józefa Piłsudskiego suwerenem, czyli jedynym dzierżycielem zwierzchniej władzy państwowej. Naczelny Dowódca w dekrecie (bez nazwy) z tego samego dnia zapowiedział wydanie aktu prawnego regulującego konstytucyjną materię najwyższych władz w państwie, które po raz pierwszy przy tej okazji zostało określone nazwą „Republika Polska”. Dekret z 22 listopada 1918 r.
o najwyższej władzy reprezentacyjnej Republiki Polskiej, będący de facto mikrokonstytucją, stanowił, że władzę suwerenną i ustawodawczą sprawuje Tymczasowy Naczelnik Państwa (Józef Piłsudski), a władzę wykonawczą Rząd Republiki Polskiej, złożony z Prezydenta Ministrów i ministrów.

## Mała Konstytucja z 1919 r.
Po odzyskaniu przez Polskę niepodległości, 20 lutego 1919 uchwalono Małą Konstytucję. W rękach Józefa Piłsudskiego skupiona została pełnia władzy państwowej. Konstytucja ogłosiła demokratyczną ordynację wyborczą, wprowadziła w Polsce system rządów komitetowych.

## Statut Organiczny Województwa Śląskiego
Przed Plebiscytem na Górnym Śląsku, 15 lipca 1920 Sejm Ustawodawczy ustawą konstytucyjną wprowadził Statut Organiczny dla Województwa Śląskiego, nadający górnośląskiemu samorządowi szerokie kompetencje. Po wprowadzeniu Konstytucji marcowej w 1921 roku na terenie województwa śląskiego pozostawał równoległym aktem prawnym.

## Konstytucja marcowa
Jako że konstytucja z 1919 była niepełna, 17 marca 1921 przyjęto nową Konstytucję marcową. Wprowadzała ustrój republiki demokratycznej o parlamentarno-gabinetowym systemie rządów. Władzę zwierzchnią przyznała narodowi, pojmowanemu jako ogół obywateli. Bazowała na koncepcji trójpodziału władzy.

### Nowela sierpniowa
Zmiana konstytucji marcowej nastąpiła po przewrocie majowym. Tzw. nowela sierpniowa z 1926 dała prezydentowi władzę rozwiązania Sejmu (i zarazem Senatu), prawo wydawania rozporządzeń z mocą ustawy, zatwierdzane przez Sejm, pozbawiła Sejm prawa samorozwiązania się oraz ustanowiła, że budżet nieuchwalony w terminie ustanawiać ma rząd projektem rządowym, który będzie obowiązywał.

## Konstytucja kwietniowa
Obóz pomajowy uznał za niewystarczający zakres nowelizacji konstytucji z 1926, uchwalając 23 kwietnia 1935 Konstytucję kwietniową. Ustawa zasadnicza przenosiła punkt ciężkości władzy państwowej z Sejmu na prezydenta, którego władzę wzmocniono poprzez przekazanie mu zwierzchnictwa zarówno nad rządem, Sejmem, jak i siłami zbrojnymi. Wzmocniła również rolę rządu, znacznie uniezależniając go od Sejmu.

### Mała Konstytucja z 1947 r.
19 lutego 1947 do życia powołana została tymczasowa Mała Konstytucja, odwołująca się do artykułów konstytucji marcowej. Do głównych kompetencji tej ustawy zasadniczej należało: uchwalenie nowej konstytucji, wprowadzenie trójpodziału władzy, ustawodawstwo, kontrola nad działalnością Rady Ministrów oraz ustalanie zasadniczego kierunku polityki państwa.

## Konstytucja Polskiej Rzeczypospolitej Ludowej

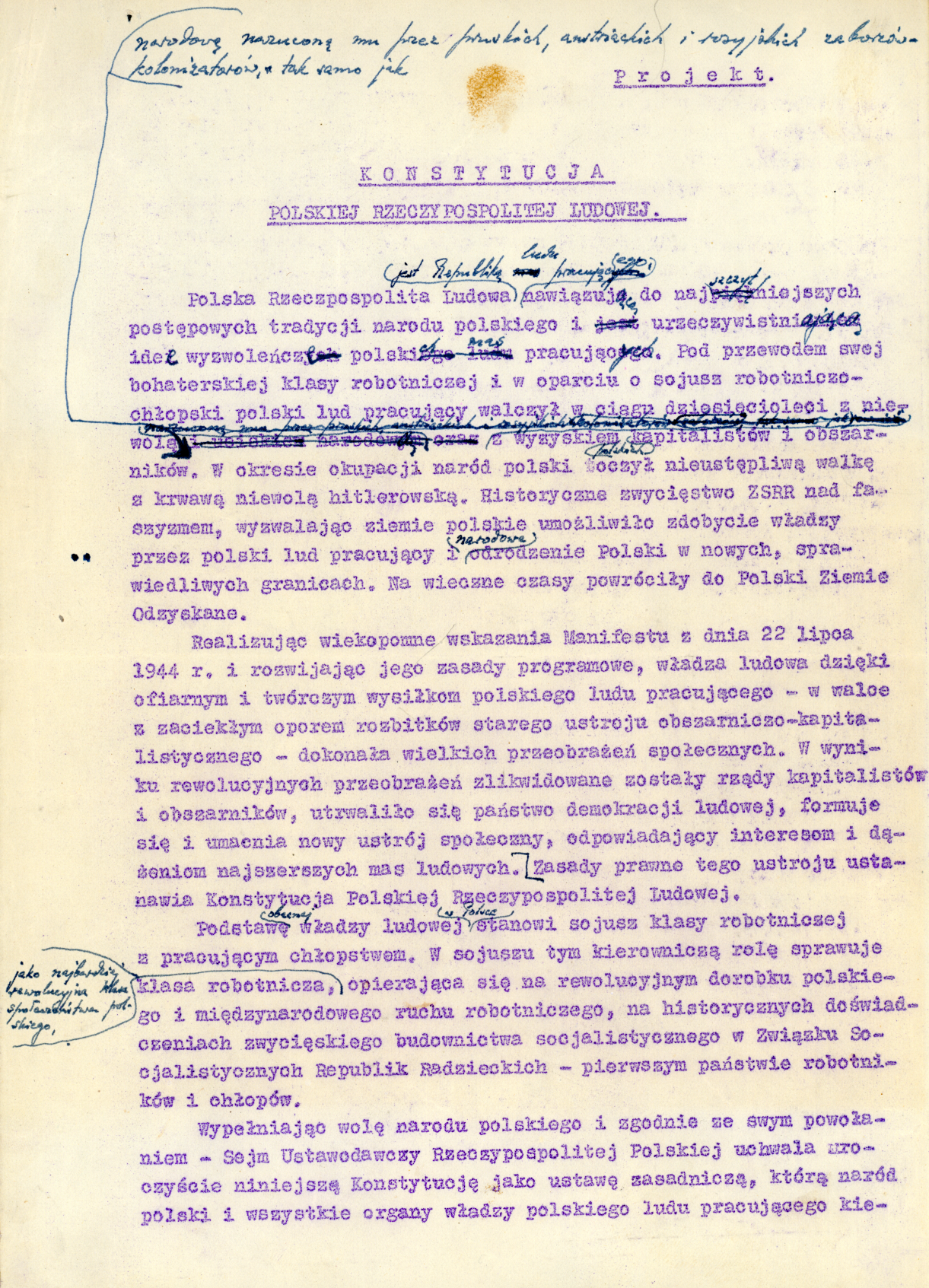
Projekt konstytucji PRL z adnotacjami naniesionymi przez Bieruta.

Oficjalne prace przygotowawcze nad nową ustawą zasadniczą poprzedziła niejawna działalność partyjnych komisji konstytucyjnych (1949–1951). Rezultatem tych prac był ściśle poufny projekt Konstytucji Polskiej Rzeczypospolitej Ludowej z 8 października 1950, który stał się przedmiotem obrad Biura Politycznego KC PZPR. Konstytucja, poprzez wprowadzenie instytucji Rady Państwa, zerwała z dotychczasowym trójpodziałem władzy, wprowadzając wzorowaną na konstytucji radzieckiej zasadę jednolitości władzy państwowej.

### Nowela kwietniowa z 1989 r.
Po zakończeniu obrad Okrągłego Stołu Sejm w dniu 7 kwietnia 1989 uchwalił ustawę o zmianie ustawy zasadniczej z 1952 oraz ordynacje wyborcze – do Sejmu oraz do przywróconego Senatu.
Nowelizacja wprowadzała (bądź przywracała) następujące instytucje:
- Senat – z prawem do wnoszenia poprawek do ustaw oraz z prawem inicjatywy ustawodawczej,
- urząd Prezydenta w miejsce dotychczasowej kolegialnej Rady Państwa,
- Krajową Radę Sądownictwa, organu właściwego dla proponowania nominacji sędziowskich.

### Nowela grudniowa z 1989 r.
W ramach noweli grudniowej (Ustawa z dnia 29 grudnia 1989 r. o zmianie Konstytucji Polskiej Rzeczypospolitej Ludowej) zmieniono nazwę państwa na Rzeczpospolitą Polską, usunięto artykuły dotyczące kierowniczej roli partii oraz przyjaźni ze Związkiem Radzieckim. Pojawiły się także nowe zasady ustrojowe – zasada demokratycznego państwa prawnego, zasada tzw. sprawiedliwości społecznej, pluralizm polityczny, swoboda działalności gospodarczej oraz ochrona własności. Nowelizacja przyniosła też zmiany o charakterze symbolicznym, czego wyrazem było przywrócenie korony orłu białemu w Godle Polski.

### Mała Konstytucja z 1992 r.
Przeciągające się prace projektowe nad nową ustawą zasadniczą doprowadziły do przyjęcia tymczasowej regulacji prawnej w postaci Małej Konstytucji. Po przezwyciężeniu prawnych i politycznych sporów Prezydent Lech Wałęsa podpisał 17 października 1992 ten akt. Mała Konstytucja weszła w życie 8 grudnia 1992. Była to już trzecia i ostatnia, zarazem najobszerniejsza, niepełna konstytucja, która doszła do skutku w XX wieku. Na jej mocy zostały uchylone przepisy Konstytucji PRL z 1952 dotyczące ustroju socjalistycznego i wprowadzone nowe, stanowiące podstawę ustroju politycznego i gospodarki rynkowej.

## Konstytucja Rzeczypospolitej Polskiej z 1997 r.
W wyniku wyborów parlamentarnych z 19 września 1993 ukształtowała się nowa konfiguracja polityczna. Nastąpiło ożywienie prac Komisji Konstytucyjnej po złożeniu projektów ustawy zasadniczej, w tym prezydenckiego i obywatelskiego.
Uchwalenie przez Zgromadzenie Narodowe 2 kwietnia 1997, w trzecim czytaniu, przeważającą większością głosów konstytucji, kończyło działalność związaną z przyjęciem ustawy zasadniczej. W referendum konstytucyjnym przeprowadzonym 25 maja 1997 większość uczestniczących w głosowaniu opowiedziało się za nową ustawą zasadniczą. Po uznaniu ważności referendum przez Sąd Najwyższy, nastąpiło uroczyste podpisanie Konstytucji Rzeczypospolitej Polskiej przez Prezydenta Aleksandra Kwaśniewskiego dnia 16 lipca 1997. Akt ten wszedł w życie 17 października 1997.

## Polskie konstytucje i ich kluczowe nowelizacje
| Konstytucja                                                                 | Data uchwalenia          | Lata obowiązywania       |  |
| --------------------------------------------------------------------------- | ------------------------ | ------------------------ |  |
| Prawa kardynalne                                                            | 1767-1768                | 1767-1791 1793-1795      |  |
| Konstytucja 3 maja                                                          | 3 maja 1791              | 1791-1793                |  |
| Konstytucja Księstwa Warszawskiego                                          | 22 lipca 1807            | 1807-1815                |  |
| Konstytucja Królestwa Polskiego                                             | 27 listopada 1815        | 1815-1832                |  |
| Konstytucja Wolnego Miasta Krakowa i jego okręgu z 1815                     | 3 maja 1815              | 1815-1818                |  |
| Konstytucja Wolnego Miasta Krakowa i jego okręgu z 1818                     | 11 września 1818         | 1818-1833                |  |
| Konstytucja Wolnego Miasta Krakowa z 1833                                   | 29 lipca 1833            | 1833-1846                |  |
| Statut Organiczny dla Królestwa Polskiego                                   | 14 lutego/26 lutego 1832 |                          |  |
| Statut Krajowy Królestwa Galicji i Lodomerii z Wielkim Księstwem Krakowskim | 26 lutego 1861           | 1861-1918                |  |
| Mała Konstytucja z 1919                                                     | 20 lutego 1919           | 1919-1921                |  |
| Statut Organiczny Województwa Śląskiego                                     | 15 lipca 1920            | 1920-1945                |  |
| Konstytucja marcowa                                                         | 17 marca 1921            | 1921-1935 1944/1945-1952 |  |
| Nowela sierpniowa                                                           | 2 sierpnia 1926          | 1926-1935                |  |
| Konstytucja kwietniowa                                                      | 23 kwietnia 1935         | 1935-1945/1990           |  |
| Mała Konstytucja z 1947 roku                                                | 19 lutego 1947           | 1947-1952                |  |
| Konstytucja Polskiej Rzeczypospolitej Ludowej                               | 22 lipca 1952            | 1952-1997                |  |
| Mała Konstytucja z 1992                                                     | 17 października 1992     | 1992-1997                |  |
| Konstytucja Rzeczypospolitej Polskiej                                       | 2 kwietnia 1997          | od 1997                  |  |

## Upamiętnienie
Uchwałą z 2 grudnia 2020 Senat RP X kadencji zdecydował o ustanowieniu roku 2021 Rokiem Polskiej Tradycji Konstytucyjnej.